# Чемпіонат Європи з велоспорту на треку 2015
Чемпіонат Європи з велоспорту на треку 2015 — шостий Чемпіонат Європи з велоспорту на треку серед еліти. Проходив з 14 по 18 жовтня на VéVelodrome Suisse в Гренхен, Швейцарія.
Програма чемпіонату 2015 року включала всі 10 олімпійських дисциплін (спринт, командний спринт, кейрін, командна гонка переслідування та омніум як для чоловіків, так і для жінок), а також у 11 неолімпійських — чоловічий медісон, гонки за очками, скретчі, гіти (1000 метрів для чоловіків, 500 метрів для жінок), індивідуальні гонки переслідування та вперше гонки на вибування для обох статей.

## Медалісти

### Чоловіки
| Дисципліна                         | Золото                                                                                            | Срібло                                                    | Бронза                                                                                       |
| Спринт                             | Джефрі Гогланд                                                                                    | Макс Нідерлаг                                             | Даміан Зелінський                                                                            |
| Командний спринт                   | Нідерланди Нільс ван 'т Хоендердаал Джефрі Гогланд Хуго Хаак                                      | Польща Ґжеґож Дрейґер Рафал Сарнецький Кшиштоф Максель    | Німеччина Йоахім Айлерс Макс Нідерлаг Роберт Ферстеманн Максиміліан Леві                     |
| Індивідуальна гонка переслідування | Стефан Кюнг                                                                                       | Домінік Вайнштейн                                         | Діон Бейкебум                                                                                |
| Командна гонка переслідування      | Велика Британія Джонатан Діббен Овайн Дойлл Енді Теннант Бредлі Віґґінз Стівен Берк Меттью Гібсон | Швейцарія Сільван Діллієр Стефан Кюнг Франк Паше Тері Шир | Данія Лассе Норман Гансен Даніель Хартвіг Каспер Педерсен Расмус Кваде Матіас Меллер Нільсен |
| Кейрін                             | Павел Келемен                                                                                     | Франсуа Первіс                                            | Денис Дмітрієв                                                                               |
| Омніум                             | Елія Вівіані                                                                                      | Лассе Норман Гансен                                       | Джонатан Діббен                                                                              |
| Медісон                            | Іспанія Себастьян Мора Альберт Торрес                                                             | Росія Михайло Радіонов Андрій Сазанов                     | Франція Морган Кніскі Бріан Кокар                                                            |
| Гонка за очками                    | Войцех Пшчоларський                                                                               | Бенжамін Тома                                             | Клаудіо Імгоф                                                                                |
| Гіт (1 км)                         | Джефрі Гогланд                                                                                    | Йоахім Айлерс                                             | Робін Вагнер                                                                                 |
| Скретч                             | Себастьян Мора                                                                                    | Трістан Марге                                             | Адріан Теклінський                                                                           |
| Гонка на вибування                 | Бріан Кокар                                                                                       | Сімоне Консонні                                           | Крістофер Латам                                                                              |

- Спортсмени, виділені курсивом, брали участь у чемпіонаті, але не змагались у фіналі.

### Жінки
| Дисципліна                         | Золото                                                                             | Срібло | Бронза                                                                       |
| Спринт                             | Еліс Лігтле                                                                        | Анастасія Войнова                                                                                               | Крістіна Фоґель                                                              |
| Командний спринт                   | Росія Анастасія Войнова Дар'я Шмельова                                             | Німеччина Міріам Вельте Крістіна Фоґель                                                                         | Нідерланди Лауріне ван Ріссен Еліс Лігтле                                    |
| Індивідуальна гонка переслідування | Кеті Арчибальд                                                                     | Еліз Дельзенн                                                                                                   | Кіара Хорн                                                                   |
| Командна гонка переслідування      | Велика Британія Лора Тротт Кеті Арчибальд Елінор Баркер Джоанна Роуселл Кіара Хорн | Росія Гульназ Бадикова Тамара Балаболіна Марія Савицька Олександра Чекіна Євгенія Романюта Олександра Гончарова | Білорусь Катерина Петровська Поліна Пивоварова Інна Савенко Марина Шмаянкова |
| Кейрін                             | Еліс Лігтле                                                                        | Віржіні Кюфф | Катерина Гніденко                                                            |
| Омніум                             | Лора Тротт                                                                         | Амалія Дідеріксен                                                                                               | Аушріне Требайте                                                             |
| Гонка за очками                    | Катаржина Павловська                                                               | Еліз Дельзенн                                                                                                   | Елена Чеккіні                                                                |
| Гіт (500 м)                        | Анастасія Войнова                                                                  | Еліс Лігтле | Дар'я Шмельова                                                               |
| Скретч                             | Лора Тротт                                                                         | Кірстен Вілд | Роксан Фурньє                                                                |
| Гонка на вибування                 | Кеті Арчибальд                                                                     | Анналіза Кучинотта                                                                                              | Ірен Усабіага                                                                |

## Загальний медальний залік
*   Країна-господарка ( Швейцарія)
| Місце               | Країна              | Золото | Срібло | Бронза | Загалом |
| ------------------- | ------------------- | ------ | ------ | ------ | ------- |
| 1                   | Велика Британія     | 6      | 0      | 3      | 9       |
| 2                   | Нідерланди          | 5      | 2      | 2      | 9       |
| 3                   | Росія               | 2      | 3      | 3      | 8       |
| 4                   | Польща              | 2      | 1      | 2      | 5       |
| 5                   | Іспанія             | 2      | 0      | 1      | 3       |
| 6                   | Франція             | 1      | 5      | 2      | 8       |
| 7                   | Швейцарія*          | 1      | 2      | 1      | 4       |
| 8                   | Італія              | 1      | 2      | 0      | 3       |
| 9                   | Чехія               | 1      | 0      | 1      | 2       |
| 10                  | Німеччина           | 0      | 4      | 3      | 7       |
| 11                  | Данія               | 0      | 2      | 1      | 3       |
| 12                  | Білорусь            | 0      | 0      | 1      | 1       |
| 12                  | Литва               | 0      | 0      | 1      | 1       |
| Загалом (13 збірні) | Загалом (13 збірні) | 21     | 21     | 21     | 63      |

## Україна на чемпіонаті
Україну на чемпіонаті представляли серед чоловіків:
1. Володимир Бучинський
2. Володимир Дюдя
3. Роман Гладиш
4. Віталій Гринів
5. Владислав Кремінський
6. Андрій Куценко
7. Максим Васильєв
8. Андрій Винокуров

Серед жінок змагалися:
1. Любов Басова
2. Оксана Клячіна
3. Тетяна Клімченко
4. Інна Метальникова
5. Ірина Семенова
6. Ганна Соловей
7. Олена Старікова
8. Олена Цьось

Найкращі результати в українській команді показали Любов Басова, яка стала четвертою в кейріні, та Ганна Соловей, яка теж посіла 4 позицію у гонці за очками.